# کانال ۳ (تایلند)
کانال ۳ (تایلندی: สถานีโทรทัศน์ไทยทีวีสีช่อง ۳ (ช่อง ۳ เอชดี ช่อง ۳۳)) یا کانال ۳ اچ دی، یک شبکه تلویزیونی رایگان تایلندی است که در روز ۲۶ مارس ۱۹۷۰ به عنوان اولین ایستگاه تلویزیونی تجاری تایلند راه اندازی شد. کانال ۳ زیر نظر شرکت چندرسانه‌ای با مسئولیت محدود بی یی سی («BECM»)، شرکت وابسته به شرکت تجاری سهام عام بی یی سی ورلد فعالیت می‌کند. دفتر مرکزی شبکه در برج مالینونت (Maleenont Tower) بانکوک مستقر است.